# Valachi-Hearings
Die Valachi-Hearings (Valachi-Anhörungen) auch bekannt als McClellan-Hearings, untersuchte die organisierte Kriminalität in ganz Amerika und stellte Ermittlungen gegen führende Mafiosi an. Arkansas’ Senator John L. McClellan eröffnete 1963 die Anhörungen, welche nach dem Hauptzeugen Joe Valachi benannt wurden.

## Anhörungen
Im Oktober 1963 sagte Joseph Michael „Joe“ Valachi vor Senator John L. McClellans Kongressausschuss für organisierte Kriminalität aus.
Er gab der amerikanischen Öffentlichkeit, Aktivitäten der amerikanischen Cosa Nostra aus erster Hand preis.
Laut Justizbehörden hieß es: "Valachi showed us the face of the enemy".
Valachi war ein Mafioso der New Yorker Genovese-Familie und der erste Angehörige der La Cosa Nostra, der als Pentito die Existenz organisierten Verbrechens in den USA zugab und damit gegen eine der Hauptregeln – das Schweigen („Omertà“) – verstoßen hatte. Damit wurde die Bezeichnung „Cosa Nostra“ zum ersten Mal öffentlich verwendet.
Vor Valachi hatten die Bundesbehörden keine handfesten Beweise dafür, dass die amerikanische Mafia überhaupt existierte.
Seine Aussagen führten zwar nie zu einer direkten Belastung für die Mafiosi, doch veröffentlichten deren Geschichte, Aktivitäten und Rituale und halfen bei der Aufklärung vieler ungeklärter Mordfälle und der Benennung vieler Mitglieder und der bedeutendsten Familien.
Er verriet praktisch Details die das FBI schon wusste, aber bis dahin nicht genauer zuordnen konnte.
Er beschrieb auch detailliert seinen Tagesablauf als Soldat, einschließlich seine Aufnahmezeremonie in der La Cosa Nostra.
Ursprünglich wollte Valachi nur Aussagen zum Drogenhandel machen, aber der Justizminister Robert F. Kennedy ließ Valachi nun auch über die "Organisation der kriminellen Sizilianer" befragen.
Statt vor Gericht, zitierte Kennedy Valachi dann aber vor den Kongress der Vereinigten Staaten.
Das Besondere an der Anhörung war, dass Kennedy auch Film- und Fernsehkameras zuließ, um eine breite Öffentlichkeit zu erreichen.
Die durch Fernsehsender übertragenen Anhörungen brachten die brutale Gewalt und routinemäßige Einschüchterung durch die Mafia direkt in das Haus des amerikanischen Durchschnittsbürgers.

## Enthüllungen
Valachi enthüllte, dass die originäre Mafia unter den Mitgliedern der Organisation, Cosa Nostra bzw. "unsere Sache" genannt wird.
Diese Bezeichnung erhielt große Popularität und ersetzte schon fast den Begriff "Mafia".
Das FBI selbst fügte den Artikel "La", vor "Cosa Nostra", welches aber nicht für die originäre Mafia aus Sizilien galt und auch noch heute so ist. Seither sagen die amerikanischen Mitglieder auch "diese unsere Sache".
Valachi offenbarte auch die Organisationsstruktur der Mafia:Soldati (einfache Mitglieder) werden von einem Capo bzw. Caporegime befehligt, welcher wiederum der Befehlsgewalt von seinem Boss (Don) oder dessen Underboss oder Consigliere (Berater) unterliegt – dass jeder Boss eine Familie mit einem Territorium vertritt und zumeist einen Sitz in der Kommission hat, welche der "Dachverband" der La Cosa Nostra und der "Vorsitz" des National Crime Syndicates ist.
Laut Valachi lud Salvatore Maranzano im Jahr 1931 zu einem geheimen Treffen aller Mafiagrößen von New York, ernannte sich selbst zum „Capo di tutti i capi“ (Boss der Bosse) und formte die fünf Familien neu.
Gemäß Valachis Aussagen waren die Bosse der Fünf Familien von da an: Charles „Lucky“ Luciano für die später benannte Genovese-Familie, Gaetano „Tommy“ Gagliano für die später benannte Lucchese-Familie, Giuseppe „Joe“ Profaci für die später benannte Colombo-Familie, Giuseppe „Joe“ Bonanno für die Bonanno-Familie und Vincent Mangano für die später benannte Gambino-Familie.
Vito Genovese habe als Unterboss für Lucky Luciano und Albert Anastasia als Unterboss für Vincent Mangano gedient.
Zudem nannte Valachi die Namen der aktuellen Bosse: Vito Genovese, Carlo Gambino, Joseph "Joe Malayak" Magliocco, Giuseppe „Joe“ Bonanno und Gaetano „Tommy“ Gagliano
und nannte auch die Namen von rund 130 Mitgliedern der Genovese-Familie, plus weiteren Namen anderer Familien.

## Auswirkungen
Mit der Hilfe Valachis konnten 317 Mitglieder der Cosa Nostra identifiziert und entlarvt werden; allein in den drei Jahren von 1963 bis 1966 wurden durch seine Aussagen mehr Verurteilungen ausgesprochen als in den 30 Jahren zuvor.

“...a significant addition to the broad picture … gives meaning to much that we already know and brings the picture into sharper focus.”

„...eine erhebliche Ergänzung des großen Bildes … gibt vielem, was wir schon wissen, Bedeutung, und schärft unseren Blick für die Gesamtzusammenhänge.“

Während seiner Aussagen vor dem Kongress war Valachi von bis zu 200 US-Marshals bewacht worden. 1966 unternahm er im Gefängnis einen Selbstmordversuch, der jedoch scheiterte.
Der RICO Act von 1970 ermöglichte es Bundesanwälten darüber hinaus, Klage zu erheben, wenn eine Person in Verdacht steht, einer kriminellen Organisation anzugehören. Dies kann der Fall sein, wenn der Angeklagte innerhalb von zehn Jahren zwei von insgesamt 35 definierten Straftaten mit demselben Ziel oder Resultat begangen hat. Zunächst nur wenig, wurde die Regelung dann in den 1980er Jahren in zunehmendem Maße angewendet.
Mit verstärkten Einsatz von Undercover-Agenten halfen die neuen Bestimmungen dem FBI in den späten 1970ern Fälle aufzubauen in denen in den 1980er Jahren die Köpfe diverser Familien zu inhaftieren.

## Valachi Papers
Im Jahr 1964 forderte das US-Justizministerium von Valachi, seine persönliche Geschichte seiner Unterwelt-Karriere niederzuschreiben.
Dabei wurde von ihm nur erwartet die Lücken seiner Vernehmung zu füllen, woraus als Resultat ein 1180-seitiges Manuskript mit dem Titel „The Real Thing“ entstand.
Generalstaatsanwalt Nicholas Katzenbach autorisierte die Veröffentlichung von Valachis Manuscript.
Der Autor Peter Maas wurde mit der Aufgabe betreut, das Manuskript aufzubereiten und ihm wurde gestattet, Valachi in seiner Gefängniszelle zu interviewen.
Die sogenannte „American Italian Anti-Defamation League“ startete eine nationale Kampagne gegen das Buch mit der Begründung, dass es negative Meinungen bzgl. ethnischen Stereotypen verstärken könnte.
Sollte die Herausgabe des Buches nicht gestoppt werden, so würden sie auch direkt das "Weiße Haus" ersuchen.
Katzenberger änderte seine Meinung bzgl. der Veröffentlichung nach einem Treffen mit Präsident Lyndon B. Johnson. Eine Handlung, die das Justizministerium sehr in Verlegenheit brachte.
Im Mai 1966 bat Katzenbach ein Bezirksgericht, die Buchveröffentlichung von Maas zu stoppen. — Das erste Mal, dass ein US-Generalstaatsanwalt versuchte, ein Buch zu verbieten.
Zwar wurde Maas nie gestattet, seine Ausgabe der Memoiren Valachis zu veröffentlichen, aber ihm wurde erlaubt, eine Dritte-Person-Darstellung mit den selbst geführten Interviews zu veröffentlichen.
Dies bildete die Grundlage des Buches „The Valachi Papers“, welches 1986 veröffentlicht wurde und auch die Grundlage für den gleichnamigen Film war, der 1972 veröffentlicht und in dem Valachi durch Charles Bronson verkörpert wurde.

## Filme und Dokumentationen
- 2012: Im Netz der Mafia – Die Geheimakten des FBI: Der Kronzeuge: Joe Valachi; britisches Doku-Drama
- 1972: Die Valachi Papiere; Film über die Geschichte der New Yorker Mafia von den 1930er Jahren, bis zur Verhaftung von Joseph Valachi in den 1950er Jahren und dessen Aussage vor dem US-Kongress